# Congrés Internacional de Matemàtics de 1958
El Congrés Internacional de Matemàtics de 1958 va ser el vint-i-un Congrés Internacional de Matemàtics, celebrat en Edimburg, Regne Unit del 14 d’agost al 21 d’agost de 1958.

## Visió general
El professor Hodge va llegir a la reunió el missatge següent del príncep Felip, duc d'Edimburg, patró del Congrés:
Quan van començar els preparatius per a aquest Congrés Internacional de Matemàtiques, fa més de tres anys, em van convidar a acceptar el càrrec de Patró. Vaig acceptar amb molt de gust aquesta invitació reconeixent, com jo, la part força essencial que han de tenir les matemàtiques en el món modern.
Las Medallas Fields van ser per a Klaus Friedrich Roth, de la Universitat de Londres, "per resoldre un famós problema de la teoria de nombres, és a dir, la determinació de l'exponent exacte en la desigualtat de Thue-Siegel" i a René Thom, de la Universitat d'Estrasburg, "per crear la teoria del "cobordisme" que, en els pocs anys de la seva existència, ha portat a la visió més penetrant de la topologia de les varietats diferenciables".